# Loimia grubei
Loimia grubei är en ringmaskart som beskrevs av Holthe 1986. Loimia grubei ingår i släktet Loimia och familjen Terebellidae. Inga underarter finns listade i Catalogue of Life.